# Jan Beekmans

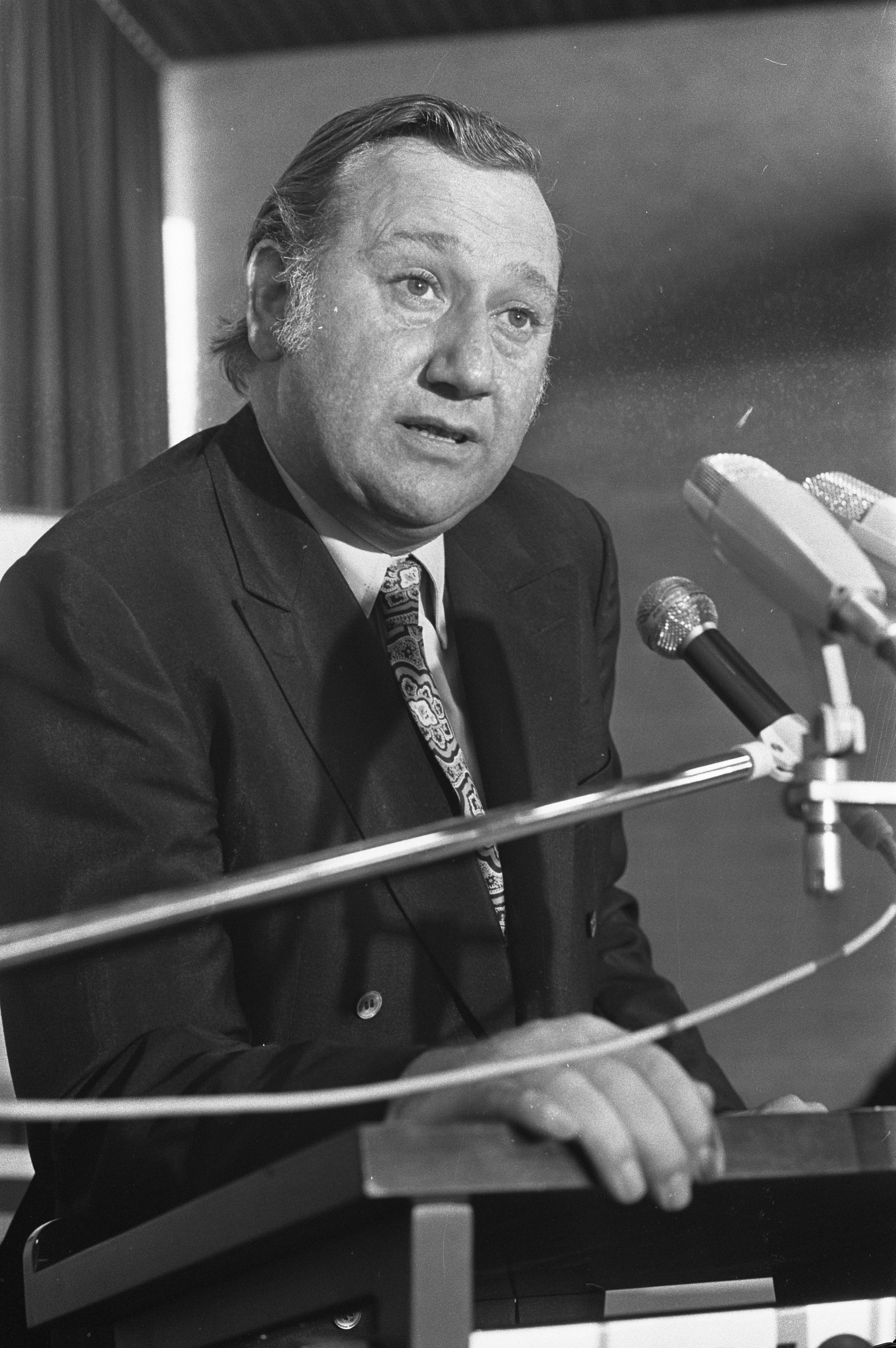
Jan Beekmans

Johannes „Jan“ Adrianus Petrus Maria Beekmans (* 7. Mai 1927 in Gorinchem; † 25. Januar 2008 in Borken, Deutschland) war ein niederländischer Mediziner und Politiker.

## Biografie
Beekmans, dessen Vater Buchhändler und Mitglied des Gemeinderates von Gorinchem war, studierte nach dem Schulbesuch der Höheren Bürgerschule (Hogere burgerschool) Medizin an der Universität Leiden. Nach einer Weiterbildung in Hals-Nasen-Ohren-Heilkunde war er als HNO-Arzt tätig und absolvierte darüber hinaus ein postgraduales Studium der Ägyptologie.
1966 gehörte er zu den Mitgründern der sozialliberalen Partei Democraten 66 (D66), deren Parteivorsitzender (Partijvoorzitter) er als Nachfolger von Hans van Lookeren Campagne zwischen 1968 und 1971 war.
1972 wurde er als Kandidat der D66 zum Abgeordneten der Zweiten Kammer der Generalstaaten (Tweede Kamer der Staten-Generaal) gewählt. Anfänglich war er Sprecher seiner Fraktion für Volksgesundheit und Landwirtschaft, später für Finanzen und Unterricht. 1977 erlitt er eine Wahlniederlage und schied als Abgeordneter aus dem Parlament aus.
Aus Enttäuschung über den Kurs der Partei trat er Ende der 1970er Jahre aus der D66 aus und wurde später Mitglied der Partij van de Arbeid (PvdA), ohne in dieser jedoch eine Funktion zu übernehmen.